# Псковица
Псковица — река в России, протекает в Псковском и Струго-Красненском районах Псковской области. Длина реки — 52 км, площадь водосборного бассейна — 198 км².

## География и гидрология
Впадает в Пскову слева в 30 км от устья, в 2 ниже деревни Торошино. Последние километры течения подпружены полуразрушенной плотиной Торошинской ГЭС.
- В 29 км от устья, по левому берегу реки впадает река Пахенька.

## Данные водного реестра
По данным государственного водного реестра России относится к Балтийскому бассейновому округу, водохозяйственный участок реки — Великая. Относится к речному бассейну реки Нарва (российская часть бассейна).
Код объекта в государственном водном реестре — 01030000212102000029485.